# Арсенальна площа
Арсена́льна пло́ща — площа у Печерському районі міста Києва (місцевість Печерськ). Розташована між вулицями Михайла Грушевського, Князів Острозьких і Івана Мазепи.

## Історія
Площа утворена, ймовірно, у XVIII столітті. Частково розташована на засипаному яру Провалля. Мала назву Микільська площа — тут починалася Микільська вулиця (теперішня вулиця Івана Мазепи), пізніше — Арсенальна площа. В середині XIX століття на площі було споруджено Микільські ворота — основний в'їзд до Нової Печерської фортеці. З березня 1919 року мала назву площа Революції, з 1964 року — площа Героїв Арсеналу. Сучасна назва — з 1993 року.

## Забудова
На площі розташовані наземний вестибюль станції метро «Арсенальна» Святошинсько-Броварської лінії Київського метрополітену, будівля колишніх Миколаївських казарм (Микільські ворота), старий корпус заводу «Арсенал». В центрі площі знаходиться Пам'ятник робітникам заводу «Арсенал» , який присвячений учасникам Січневого повстання 1918 року. 
Відкритий у 1923 році, як пам'ятник робітникам заводу «Арсенал», являє собою гірську гармату, з якої повсталі арсенальці начебто стріляли по військам Центральної Ради, що штурмували територію заводу. Гармату встановлено на постамент з червоного граніту, де з 1914 до 1918 року (за іншими даними — до 1921 року) була скульптурна група, присвячена полковникам Іскрі та Кочубею (скульптор — військовий інженер штабс-капітан П. О. Самсонов). Існує версія, що після зруйнування пам'ятника Іскрі та Кочубею, деякий час на постаменті стояв гіпсовий пам'ятник Івану Мазепі, який був демонтований чи то денікінцями, чи польською армією, а може й розвалився сам. 18 червня 2019 року представниками Всеукраїнського молодіжного руху «Гідність нації» було здійснено декомунізацію. В постамент монументу було вмонтовано плиту з новим текстом.
У 1919 році на площі, біля початку Московської вулиці (сучасна — Князів Острозьких), було встановлено гіпсовий пам'ятник-погруддя Якова Свердлова. Пам'ятник відкрили з нагоди свята 1 Травня, проте вже восени він був зруйнований військами Денікіна.

## Зображення

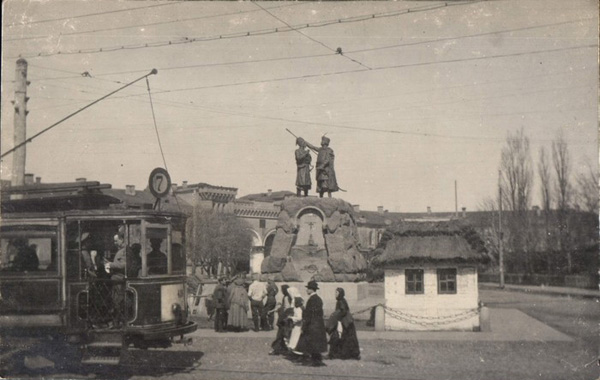
Пам'ятник Кочубею та Іскрі на площі (1910-ті)
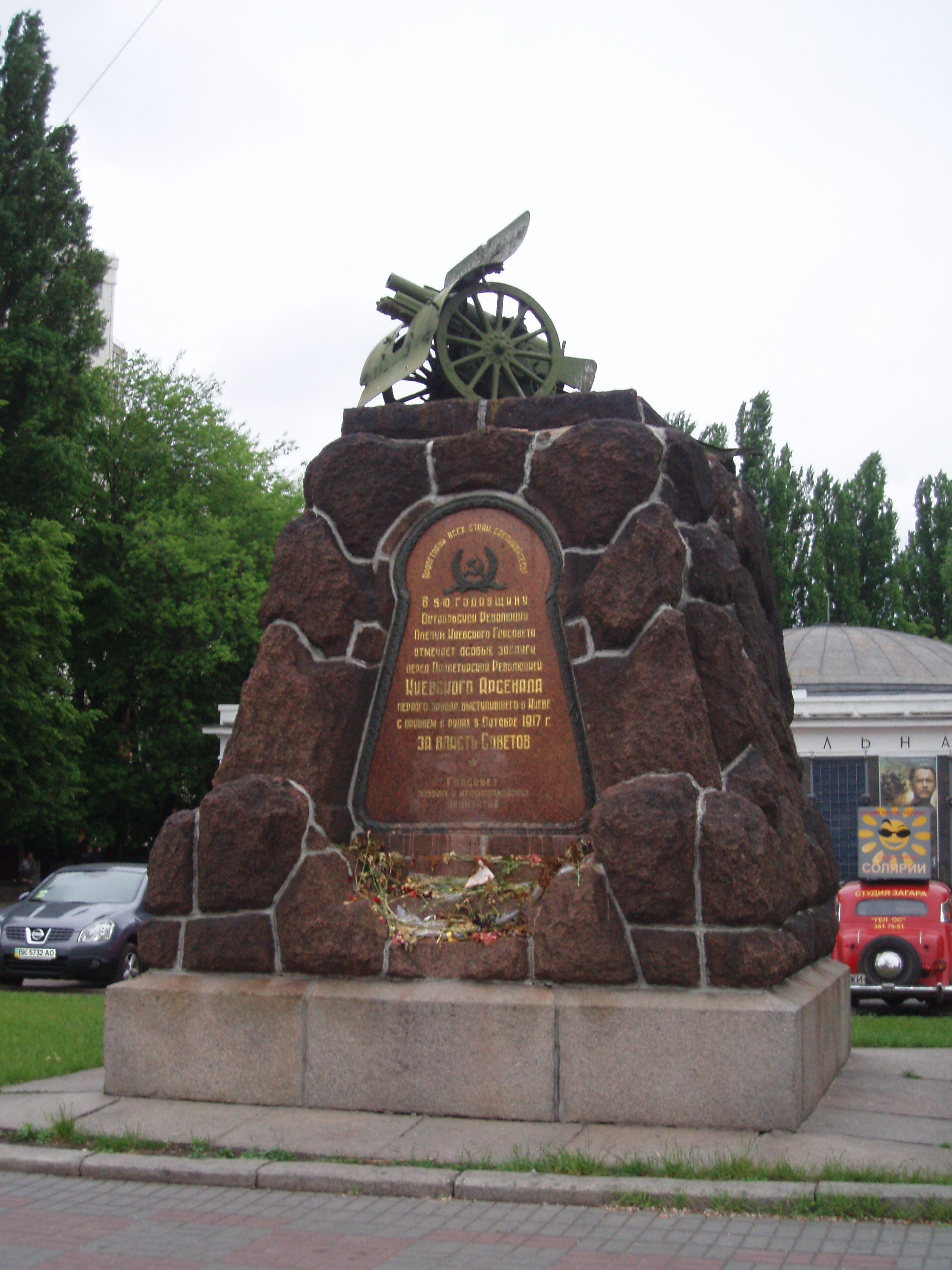
Пам'ятник арсенальцям (до червня 2019 року)
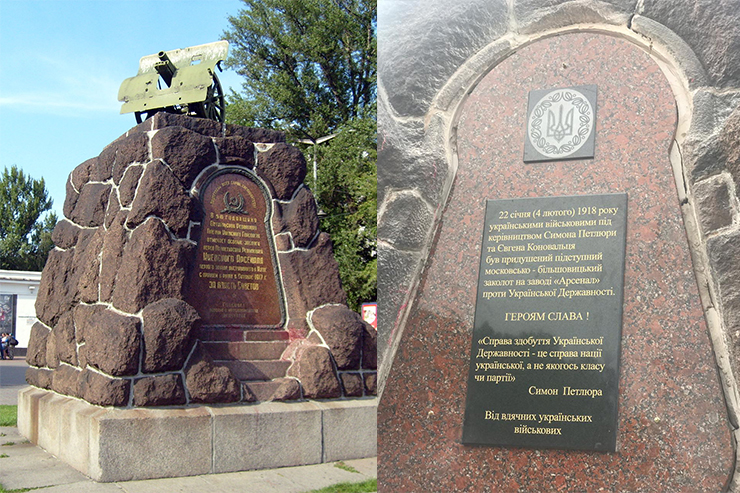
Пам'ятник робітникам заводу «Арсенал» до і після декомунізації активістами
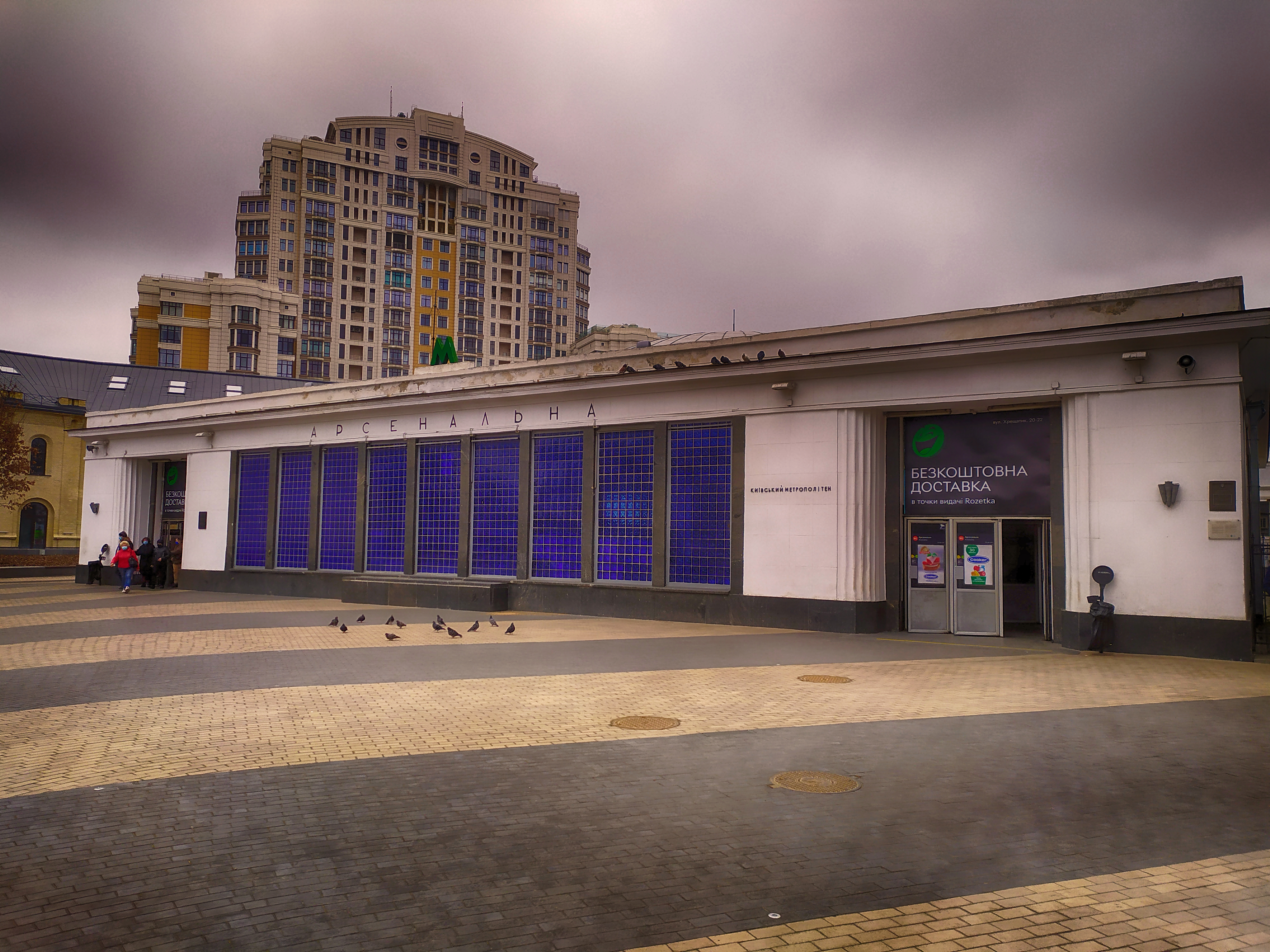
Вигляд на площу із станції метро Арсенальна